# سروستان

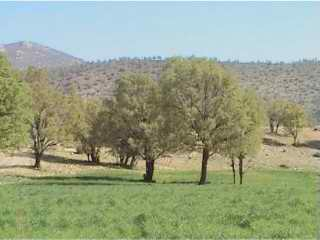
الطبيعة في سروستان

سروستان هي مدينة إيرانية في محافظة فارس وهي مركز مقاطعة سروستان. تبعد عن شيراز حوالي 80 كم بإتجاه جنوب الشرق. عدد سكانها حوالي 40,000 نسمة غالبيتهم من الفرس الشيعة.